# Estadio CSK
El estadio CSK (en ruso: Cтадион «ЦСК»), cuyo nombre completo es Stadion Tsentral'nogo Sportivnogo Kompleksa, es un estadio multiusos de Riazán, Rusia. Fue inaugurado en 1980, tiene una capacidad para 25 000 espectadores sentados y en él disputa sus partidos como local el Zvezda Ryazan, el club de fútbol de la ciudad.

## Historia
El Complejo Deportivo Central fue construido con motivo de los Juegos Olímpicos de 1980 celebrados en Moscú, como sede reserva para distintas pruebas olímpicas.
Es el principal estadio de la ciudad de Riazán y desde su inauguración en 1980 ha sido utilizado por los distintos clubes profesionales de la ciudad. Primero fue el Spartak Ryazan, que desapareció en 2000, y posteriormente el FC Ryazan y, por último, el Zvezda Ryazan, el único club de fútbol de la ciudad actualmente. La capacidad del recinto es de 25.000 espectadores, todos ellos sentados en asientos de plástico individuales coloreados con la bandera nacional.
En el complejo donde se ubica el estadio, existe un centro de bienestar, una cafetería, gimnasio y sauna.

## Imágenes

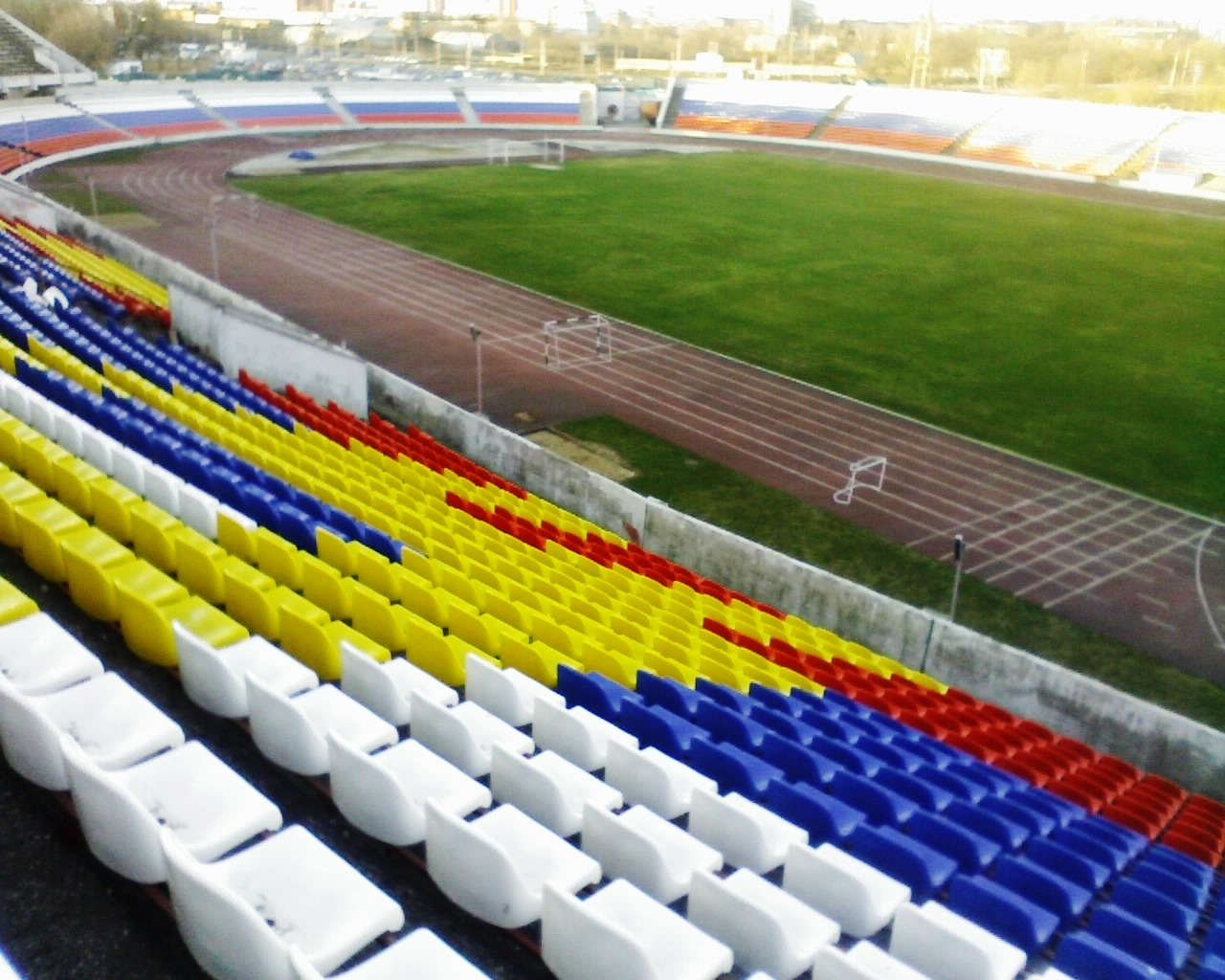
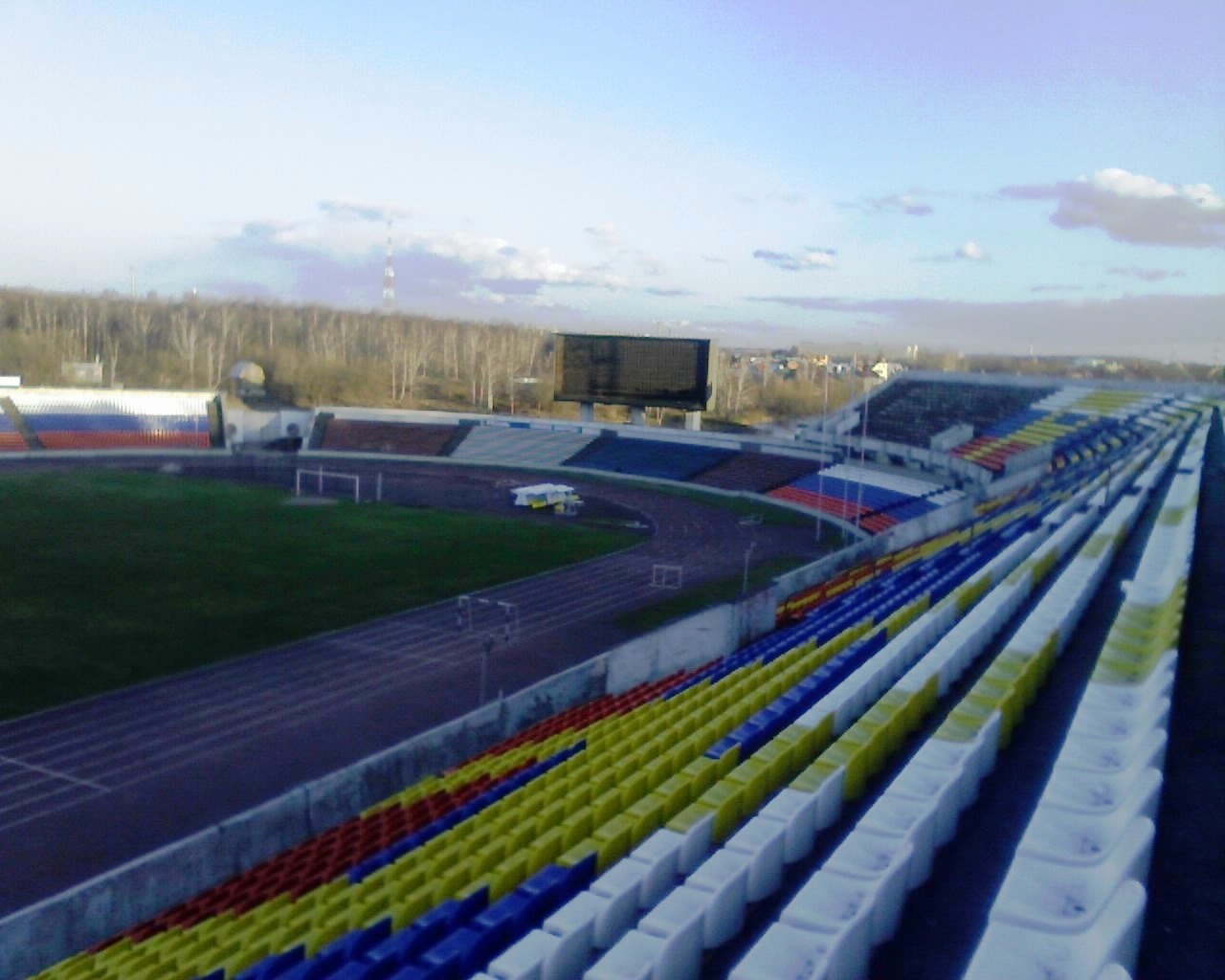